# Saint-Martin-le-Colonel
Saint-Martin-le-Colonel é uma comuna francesa na região administrativa de Auvérnia-Ródano-Alpes, no departamento de Drôme. Estende-se por uma área de 3,18 km². Em 2010 a comuna tinha 205 habitantes (densidade: 64,5 hab./km²).